# 5年
| 千纪： | 1千纪                                                                        |
| 世纪： | 前1世纪 \| 1世纪 \| 2世纪                                                    |
| 年代： | 前20年代 \| 前10年代 \| 前0年代 \| 0年代 \| 10年代 \| 20年代 \| 30年代       |
| 年份： | 前1年 \| 1年 \| 2年 \| 3年 \| 4年 \| 5年 \| 6年 \| 7年 \| 8年 \| 9年 \| 10年 |
| 纪年： | 西汉元始五年                                                                 |

## 大事记

### 按照地区分类

#### 罗马帝国
- 罗马帝国答谢卡图维劳尼人（英语：Catuvellauni）的王库诺比莱纳（英语：Cunobeline）。
- 日耳曼部落辛布里人和沙里德斯人（英语：Charydes）向罗马帝国派遣大使。
- 格内乌斯·科恩流斯·秦那·马格努斯（英语：Gnaeus Cornelius Cinna Magnus）和盖乌斯·阿泰乌斯·卡皮托任命执政官。
- 提贝里乌斯征服下日耳曼尼亚。
- 羅馬在萊茵河以東設置日耳曼行省。
- 大阿格里皮娜和日耳曼尼库斯结婚，这是他第二个妻子。
- 小莉薇娅（英语：Livilla）和提贝里乌斯的儿子德鲁苏斯·尤里乌斯·凯撒结婚。
- 波利亚努斯·阿兹努斯成为雅典执政官。

#### 希腊
- 奥林匹亚的宙斯神殿被大火摧毁。

## 各国领袖

### 非洲
- 库施
  - 国王：Natakamani（前1年－20年）
- 毛里塔尼亚
  - 国王：Juba II（前25年－23年）

### 亚洲
- 中国
  - 汉朝
    - 皇帝：汉平帝（前1年－5年）
- 匈奴
  - 单于：乌珠留若鞮单于（前8年－13年）
- 朝鲜
  - 百济：
    - 国王：温祚王（前18年－28年）

  - 东扶余：
    - 国王：带素（前7年－22年）

  - 高句丽：
    - 国王：琉璃王（前19年－18年）

  - 新罗：
    - 国王：南解次次雄（4年－24年）
- 贵霜帝国
  - 翕侯：赫拉欧斯（1年－30年）

### 欧洲
- 阿特雷巴特
  - 国王：Tincomarus（前20年－7年）
- 卡图维勒尼
  - 国王：Tasciovanus（前20年－9年）
- 高加索伊比里亚
  - 国王：Aderk（前2年－30年）
- 马科曼尼
  - 国王：Marbod（前9年－19年）
- 罗马帝国
  - 皇帝：奥古斯都（前27年－14年）

### 中东
- 卡帕多细亚
  - 国王：Archelaus（前36年－17日）
- 科马吉尼
  - 国王：Antiochus III（前12年－17年）
- 罗马帝国犹太行省
  - 行政官：希律·阿基勞斯（前4年－6年）
- 奈巴提亚
  - 国王：Aretas IV Philopatris（前9年－40年）
- 奥斯若恩
  - 国王：Abgar V（前4年－7年）
- 安息
  - 联合统治者：空缺（4年－6年）
- 本都 - 皮托多里斯，本都女王（西元前8年－西元23年）

## 出生
- 劉嬰，西漢末代皇帝（死于25年,20岁）
- 光烈皇后陰麗華，東漢光武帝劉秀的皇后（死于64年,59岁）
- 茱莉娅（英语：Julia (daughter of Drusus the Younger)），小莉薇娅（英语：Livilla）和德鲁苏斯·尤里乌斯·凯撒的女儿（死于43年,38岁）
- 保罗（大概日期），早期基督教传教士（死于67年,62岁）